# Consiliu Județean
Consiliu județean (CJ) este autoritatea administrației publice locale din România, constituită la nivel județean, pentru coordonarea activității consiliilor comunale și orășenești, în vederea realizării serviciilor publice de interes județean.
Consiliul județean este compus din consilieri aleși prin vot universal, egal, direct, secret și liber exprimat, în condițiile stabilite de Legea privind alegerile locale.
Printre atribuțiile consiliului județean se regăsesc stabilirea impozitelor și taxelor județene, elaborarea programelor de dezvoltare economico-socială și de administrare a teritoriului.
Șeful unui consiliu județean are nevoie de aprobarea consilierilor pentru a iniția negocieri pentru contractarea de împrumuturi și emisiuni de titluri de valoare în numele județului.
Instituțiile consiliului județean și a prefectului au fost înființate în anul 1864.
Prin legea de la acel moment, prefectul era comisar al guvernului pe lângă consiliul județean.
În această calitate el supraveghea legalitatea actelor adoptate de consiliul județean și de delegația permanentă.
Din ianuarie 2006, prefectul și subprefectul fac parte din categoria înalților funcționari publici.